# CNA Group
Die CNA Group mit Sitz in Torelló (Spanien) ist ein spanischer Hersteller von Haushaltsgeräten im Familienbesitz.

## Hintergrund
Das Unternehmen wurde im Jahr 1947 als Cata Electrodomésticos, S.L. gegründet, zunächst als Hersteller von Haushaltskleingeräten (Kaffeemühlen u. ä.). Ab den 1950er Jahren stellte das Unternehmen Ablüfter und Dampfabzüge her. Ab Ende der 90er Jahre war das Unternehmen mit einer Produktionsstätte in China und später auch in Brasilien tätig. Im Jahr 2000 wurde die Marke Apelson erworben, auf die im Jahr 2004 die Tochter Nodor folgte. Das Unternehmen ist seither als Hersteller von Abzugshauben, Kochplatten und Herden tätig.  
Im Jahr 2014 erwarb das Unternehmen die spanischen Aktivitäten des insolventen Herstellers Fagor.

## Marken
- Cata
- Apelson
- Nodor
- Fagor
- Edesa Gutmann
- Alpes[3]